# Renault Type II

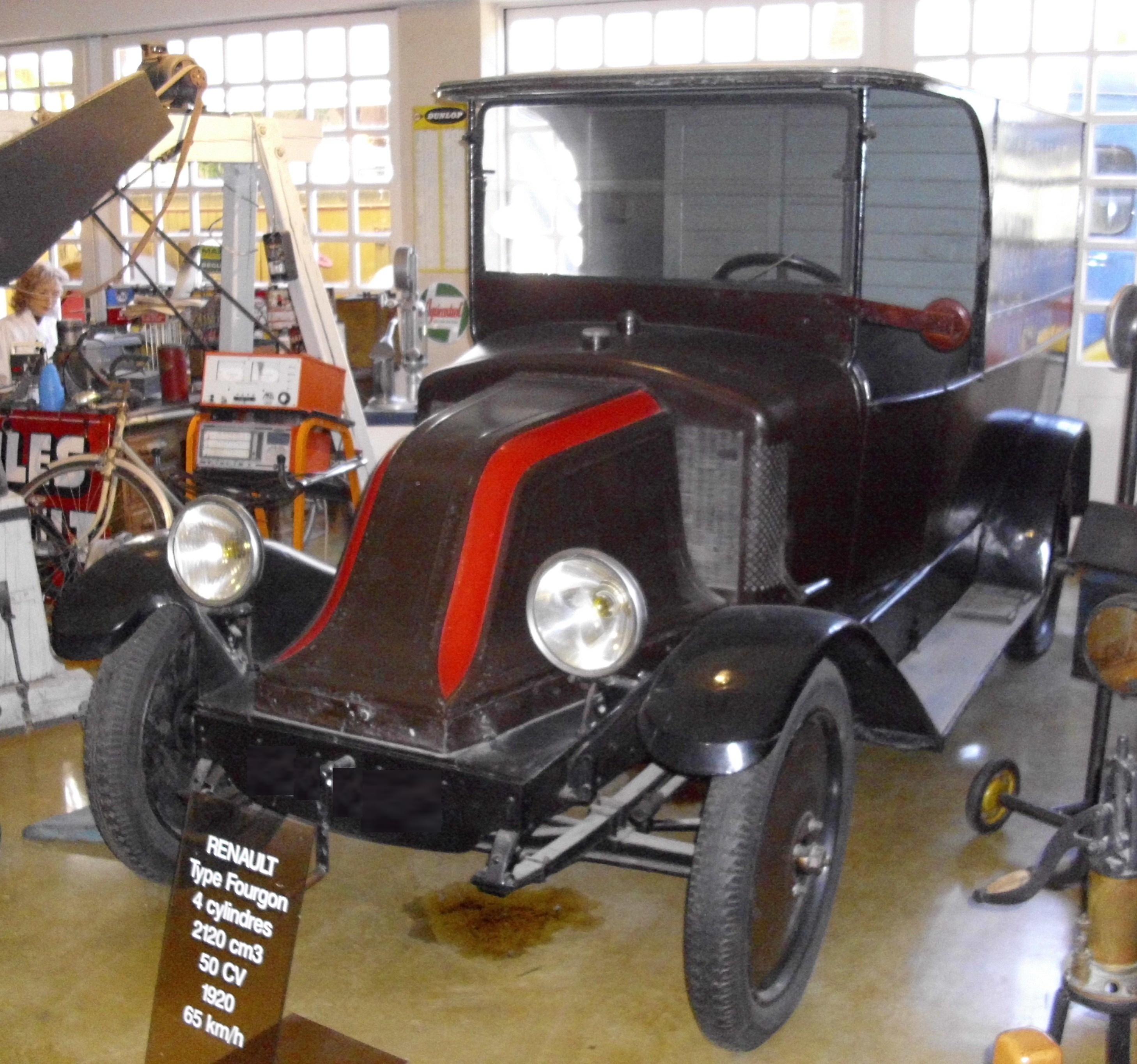
Renault Type II Kastenwagen

Der Renault Type II war ein Personenkraftwagenmodell der Zwischenkriegszeit von Renault. Er wurde auch 10 CV genannt.

## Beschreibung
Die nationale Zulassungsbehörde erteilte am 1. Juni 1921 seine Zulassung. Vorgänger war der Renault Type IG. 1923 endete die Produktion. Nachfolger wurde der Renault Type KZ.
Der wassergekühlte Vierzylindermotor mit 75 mm Bohrung und 120 mm Hub hatte 2121 cm³ Hubraum. Die Motorleistung wurde über eine Kardanwelle an die Hinterachse geleitet. Die Höchstgeschwindigkeit war je nach Übersetzung mit 47 km/h bis 56 km/h angegeben.
Bei einem Radstand von 280,8 cm und einer Spurweite von 144 cm war das Fahrzeug 370,8 cm lang und 164 cm breit. Das sind die gleichen Maße wie für den Vorgänger, der allerdings laut einer Quelle zwischen 5 cm und 20 cm kürzer gewesen sein soll. Der Wendekreis war mit 15 Metern angegeben. Das Fahrgestell wog 670 kg, das Komplettfahrzeug 1300 kg. Zur Wahl standen Torpedo, Limousine, Landaulet, Cabriolet, Kastenwagen und Pick-up.
Im Gegensatz zum ähnlichen Renault Type IM hatte dieses Modell Linkslenkung.
H&H Auctions bot am 24. April 2014 auf einer Auktion einen gelben Torpedo mit dem britischen Kennzeichen TW 8574 von 1922 an, erwartete einen Preis von 15.000 bis 17.000 Pfund,  erzielte lediglich 10.500 Pfund und verkaufte das Fahrzeug nicht.
Der nächste Versuch, das Fahrzeug zu versteigern, fand am 21. Juni 2014 statt, diesmal mit einem Wunschpreis von 12.000 bis 14.000 Pfund.

## Preise
Folgende Preise (in Franc) sind überliefert:
| Ausführung                         | Preis 1921    | Preis im März 1922 |
| ---------------------------------- | ------------- | ------------------ |
| Fahrgestell                        | 16.000        | ?                  |
| Torpedo mit 3 Sitzen               | 18.000        | 18.000             |
| Torpedo mit 4 Sitzen Serie         | 15.800–16.800 | 15.800             |
| Torpedo mit 4 Sitzen Luxus         | 19.000        | 19.000             |
| Torpedo mit 4 Sitzen Sport Luxus   | 20.800        | 20.800             |
| Limousine mit 3 Sitzen             | 21.500        | 21.500             |
| Limousine mit 4 Sitzen             | 24.500        | 24.500             |
| Landaulet Taxi                     | 23.000        | -                  |
| Landaulet Luxus                    | 25.000        | -                  |
| Landaulet mit 4 Sitzen             | -             | 23.000             |
| Coupé (vermutlich Coupé-Limousine) | 23.500        | 23.500             |
| Cabriolet                          | 26.000        | -                  |